# Anne Cofell Saunders
Anne Cofell Saunders é uma produtora e roteirista estadunidense. Ficou conhecida por trabalhar em Smallville e Battlestar Galactica.